# Aerenicopsis perforata
Aerenicopsis perforata är en skalbaggsart som beskrevs av Lane 1939. Aerenicopsis perforata ingår i släktet Aerenicopsis och familjen långhorningar. Inga underarter finns listade i Catalogue of Life.